# 胡寧 (門多薩省)
33°8′S 68°28′W / 33.133°S 68.467°W
胡寧（西班牙語：Junín），是阿根廷的城鎮，位於該國西部門多薩省，是胡寧縣的首府，始建於1859年1月18日，海拔高度657米，該地區的地震活動頻繁和低強度，2010年人口37,807。